# كونراد كازماريك
كونراد كازماريك (بالبولندية: Konrad Kaczmarek)‏ (1 مارس 1991 في بولندا - ) هو لاعب كرة قدم بولندي في مركز الهجوم. لعب مع شلوسك فروتسلاو وGórnik Polkowice ‏ ونادي ال كي اس ودز وOlimpia Grudziądz ‏ وChrobry Głogów ‏.

## وصلات خارجية
- كونراد كازماريك على موقع قاعدة بيانات كرة القدم.إي يو (الإنجليزية)
- كونراد كازماريك على موقع Soccerway.com (الإنجليزية)